# Mikrolívado
Mikrolívado, en  : Μικρολίβαδο, est un village du dème de Grevená, district régional de Grevená, en Macédoine-Occidentale, Grèce.
Selon le recensement de 2011, la population du village s'élève à 56 habitants.